# Microgale longicaudata
Espèce
Répartition géographique
Statut de conservation UICN

 LC  : Préoccupation mineure
Microgale longicaudata, le Microgale à longue queue, est une espèce de petit mammifère insectivore de la famille des Tenrecidae qui ressemble beaucoup à une musaraigne. C'est un animal endémique de Madagascar.

## Description de l'espèce
Le Microgale à longue queue est un animal terrestre mais aussi grimpeur. L'espèce est endémique de Madagascar où les populations sont dispersées dans les forêts humides de l'est de l'île, depuis la Montagne d'Ambre au nord, jusqu'à Andohahela au sud, de 645 à 2 000 m d'altitude.

## Statut de conservation
Bien que les populations diminuent, l'espèce reste relativement commune à des altitudes élevées et résiste à une légère dégradation de la forêt. Pourtant l'espèce risque d'être menacée à long terme si l'exploitation du bois et les incendies perdurent ainsi que le défrichement pour créer des terres agricoles qui morcelle le territoire. Heureusement l'espèce est présente dans des zones protégées comme les réserves d'Ambohitantely, de Anjanaharibe-Sud, de Manongarivo, de Pic d'Ivohibe, d'Ambatovaky, de Mangerivola, ainsi que les parcs nationaux de Marojejy, Montagne d'Ambre, Andringitra, Ranomafana, Mantadia et Andohahela.